# Langwedocja-Roussillon
Langwedocja-Roussillon (fr. Languedoc-Roussillon wym.: [langdok' rusijõ']; oksyt. Lengadòc-Rosselhon wym.: [lengodo-ruselju]; kat. Llenguadoc-Rosselló) – region administracyjny Francji do 31 grudnia 2015, położony w południowej części kraju nad Morzem Śródziemnym oraz przy granicy z Hiszpanią. Graniczył też z regionami: Prowansja-Alpy-Wybrzeże Lazurowe, Rodan-Alpy, Owernia i Midi-Pireneje. W skład regionu wchodziło 5 departamentów.
1 stycznia 2016 roku, w ramach reformy terytorialnej przedsięwziętej przez rząd francuski w sierpniu 2015, Langwedocja-Roussillon stała się częścią regionu Midi-Pyrénées-Languedoc-Roussillon (nazwa tymczasowa do momentu wyłonienia nowej nazwy – spory dotyczyły uwzględnienia tożsamości narodowych Katalończyków i Oksytańczyków – ostatecznie przyjęto nazwę Oksytania).
Nazwa regionu wywodzi się od nazw dwóch historycznych prowincji: Langwedocji i Roussillon, do których zasięgu nawiązuje współczesny region administracyjny.
Prawie 300 000 ha powierzchni regionu jest zajęte pod winnice.